# Czerw

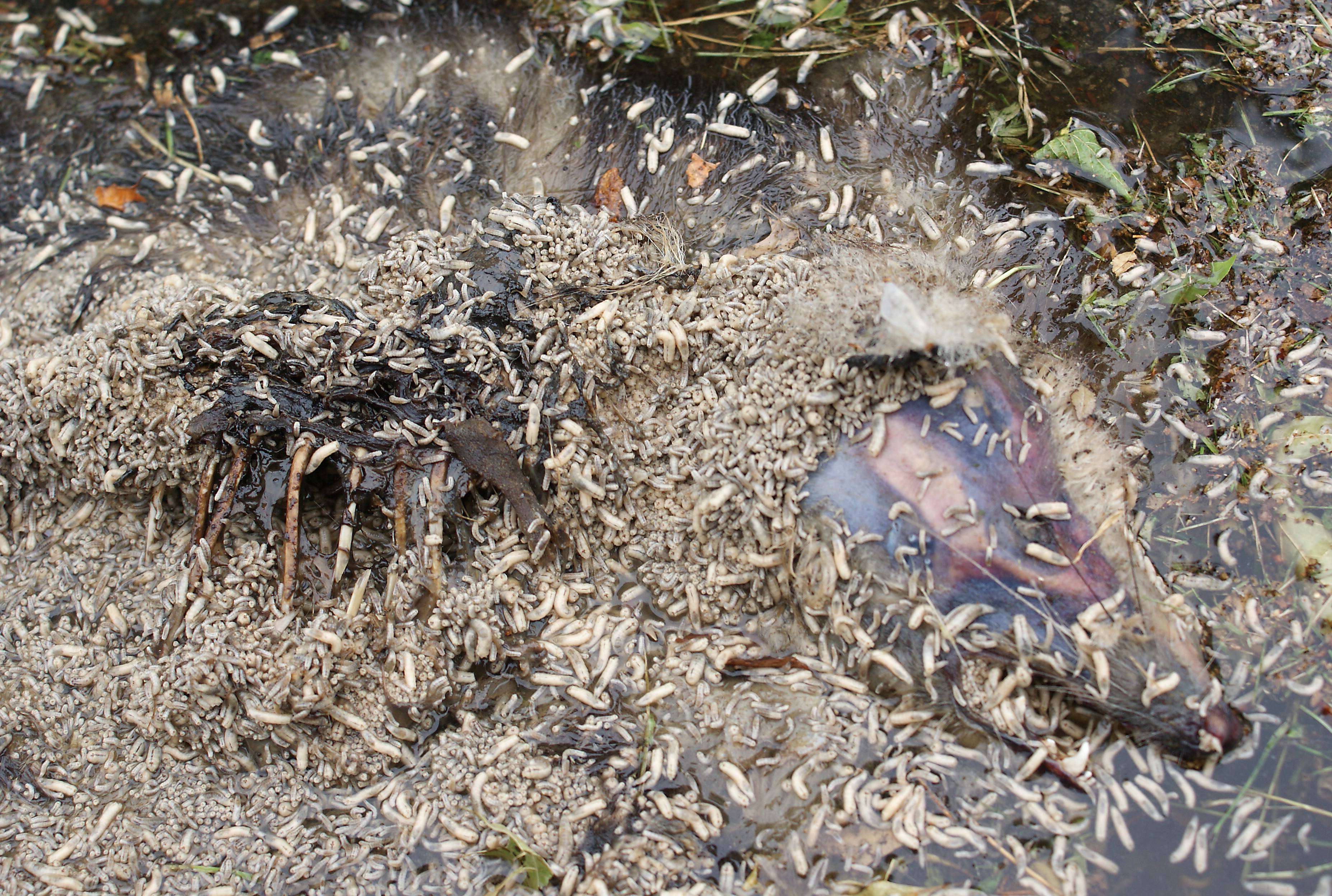
Czerwie żerujące na padlinie

Czerw – typ larwy apodialnej (beznogiej) błonkówek i muchówek, bez wyraźnej puszki głowowej.
W pszczelarstwie jest to nazwa wszystkich stadiów rozwojowych pszczoły miodnej przed wygryzieniem z komórki.

Czerw to również potoczna nazwa poczwarki owada barwnikowego czerwca polskiego (Porphyrophora polonica).

## Terapia czerwiami
Niektóre rodzaje czerwi już od starożytności były wykorzystywane jako ekonomiczny, bezpieczny i efektywny sposób oczyszczania ran. Terapia czerwiami polega na wprowadzeniu przez lekarza (w sterylnych i kontrolowanych warunkach) żywych, zdezynfekowanych czerwi do niegojącej się skóry lub ran człowieka albo zwierzęcia. Czerwie zjadają starą, martwą tkankę, zostawiając żywą tkankę nietkniętą. Nie wiadomo, czy wydzieliny czerwi mają wpływ na wzrost bakterii, ponieważ różne badania wykazywały sprzeczne wyniki, a niektóre gatunki bakterii mogą mieć naturalną odporność. 
Terapia czerwiami jest stosowana w około 1000 ośrodków zdrowotnych w Europie i w około 300 ośrodkach zdrowotnych w Stanach Zjednoczonych.